# Форум вільної Росії
Форум вільної Росії — незалежний майданчик російської опозиції, в рамках якого обговорюються актуальні проблеми російської і міжнародної політики, а також сценарії виходу Росії з політичної, економічної і цивілізаційної кризи.
Форум вільної Росії на чолі з Ґаррі Ґаспаровим, що зібрався у Вільнюсі в травні 2017 року, назвав путінську агресію «міжнародним злочином», засудив репресії проти кримських татар на окупованій території та закликав до виведення російських військових формувань з України.
Особливістю Форуму вільної Росії є широкий ідеологічний спектр учасників. Це несистемні ліберали, націонал-демократи, соціал-демократи, лібертаріанці. У форумі беруть участь представники різних політичних організацій і об'єднань: ПАРНАС, «Відкрита Росія», рух «Солідарність», партія «Яблуко», «Партія змін».
Проекти ФВР включають «Кадровий резерв» (підготовка лідерів для демократичних змін), «Список Путіна» (досьє на діячів нинішнього режиму) і Моніторинг переслідувань релігійних меншин.
У 2018 році був створений Постійний комітет Форуму вільної Росії. До його складу були обрані Володимир Ашурков, Марат Гельман, Андрій Ілларіонов, Гаррі Каспаров, Данило Константинов, Леонід Невзлін, Ілля Пономарьов, Андрій Сидельников, Іван Тютрін, Марк Фейгін і Євгенія Чирикова.
1 лютого 2023 року генпрокуратура РФ визнала Форум вільної Росії «небажаною організацією».